# 威廉峰
威廉峰（德語：Wilhelmsberg）是俾斯麦山脉的一部分，海拔4,509（14,793英尺），位于巴布亚新几内亚钦布省、西高地省和马当省的交界处。在巴布亚新几内亚的当地语言中，该峰也常称为。
威廉峰在巴布亚新几内亚全国大部分地区和印度尼西亚巴布亚省所在的新几内亚岛上，比同为该岛海拔
4,884（16,024英尺）的大洋洲最高峰查亚峰稍低。由于世界上不同的州界划分方法，威廉峰有时也被认为是大洋洲的最高峰。

## 历史

### 探索
威廉峰的名称来源于德国的报社通讯员雨果·佐勒，他于1888年攀登位于马当东南部的菲尼斯特雷岭，并以时任德意志帝国宰相（总理）奥托·冯·俾斯麦和他的孩子来命名俾斯麦山脉的四个主峰，即奥托峰、赫贝茨峰、玛利亚峰和威廉峰。当时佐勒认为以奥托·冯·俾斯麦命名的奥托峰最高，但后经考察，它只有11,600英尺（3,540），与威廉峰的海拔有较大差距。
1938年8月，政府巡警利·瓦鲁和两个当地人成功登顶，成为有记录以来最早登顶的人。他们在登顶时注意到，虽然山峰接近赤道，但在所登山时，山上一直被积雪所覆盖。

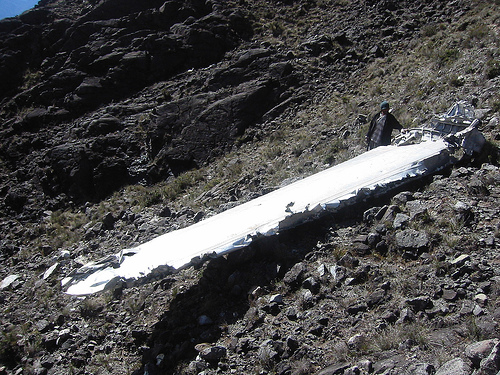
坠毁在威廉峰上的美国飞机残片

### 二战轰炸机坠毁
二战时的1944年5月22日凌晨，美国F-7A（改装自B-24解放者）战机因“反光”而在山中低空飞行时坠毁。这架飞机从靠近莱城的空军基地出发，前去执行拍摄荷属新几内亚某岛地形的任务。在场的所有人员均丧生，大部分残骸落在山上一孪生小湖中，有些至今仍然可以看到。所有尸体已被找到。

### 攀登事故
包括澳大利亚陆军中士克里斯托弗·唐南、以色列一背包旅行者在内的多人在登山时打滑身亡。2005年7月30日，巴布亚新几内亚旅游促进局董事会成员，58岁的鲍伯·马丁和新几内亚航空公司的总经理在山上因心脏病发作去世。

## 攀登
目前主要有两条线路登山，最受欢迎的是攀登难度适中的一条，它从钦布省的孔迪亚瓦出发；另外一条线路从西高地省出发。
第一条线路穿过热带丛林、高寒草原和冰川河谷等，之后到达孪生小湖，大约需要三到五个小时。孪生小湖附近有两个小房子，这是澳大利亚国立大学的监测电台，另有一个“A形架”式房子。到达孪生小湖后再向山顶前进。第二条线路是为期四天的徒步旅行，比第一条线路困难 。